# Bouin, Vendée
Bouin là một xã ở tỉnh Vendée trong vùng Pays de la Loire, Pháp. Xã này có diện tích 51,31 km², dân số năm 2006 là 2206 người. Xã này nằm ở khu vực có độ cao trung bình 6 mét trên mực nước biển. 

## Biến động dân số
| 1936                                        | 1954  | 1962  | 1968  | 1975  | 1982  | 1990  | 1999  | 2006  |
| ------------------------------------------- | ----- | ----- | ----- | ----- | ----- | ----- | ----- | ----- |
| 2 267                                       | 2 059 | 2 133 | 2 146 | 2 237 | 2 292 | 2 268 | 2 242 | 2 206 |
| Số liệu từ năm1962: Dân số không tính trùng |       |       |       |       |       |       |       |       |